# Alfred Grandidier
Alfred Grandidier (20 december 1836 – 13 september, 1921) was een Frans natuuronderzoeker en ontdekkingsreiziger.

## Biografie
Afkomstig uit een zeer rijke familie, ondernam hij samen met zijn broer Ernest Grandidier (1833-1912) een reis rond de wereld. In het begin werd de onderneming geleid door de astronoom en fysicus Pierre Jules César Janssen (1824-1907), maar deze werd ziek gedurende de reis en moest na zes maanden terugkeren naar Frankrijk.
Ze bezochten Zuid-Amerika in 1858 en 1859, meer bepaald de Andes, Peru, Chili, Bolivia, Argentinië en Brazilië. Gedurende deze reis verzamelden ze veel interessante planten en zoölogische specimens die later, in 1860, door Ernest werden onderzocht.
Na deze reis gingen beide broers uit elkaar en gingen elk hun weg. Ernest Grandidier trok naar China en bracht een uitgebreide collectie specimens bijeen, die zich bevindt in het Louvre en het Guimetmuseum. Alfred reisde naar India waar hij aankwam in 1863. De bedoeling was het hoogland van Tibet grondig te onderzoeken, maar een felle koortsaanval weerhield hem hiervan.
Grandidier reisde naar Zanzibar om te herstellen, publiceerde onder andere een lijst van zijn inmiddels verder uitgebreide collectie vondsten. Later bezocht hij het eiland Réunion en in 1865 bezocht hij voor de eerste maal Madagaskar. Met als drijfveer het eiland grondig te onderzoeken, bezocht hij het opnieuw in 1866 en 1868. Hij doorkruiste hij het eiland driemaal, reisde 3000 km door het binnenland en 2500 km langs de kust. Uiteindelijk keerde hij in 1870 definitief terug naar Frankrijk. Dankzij zijn observaties werd later een kaart van het eiland samengesteld die uitstekend van pas kwam bij latere expedities.

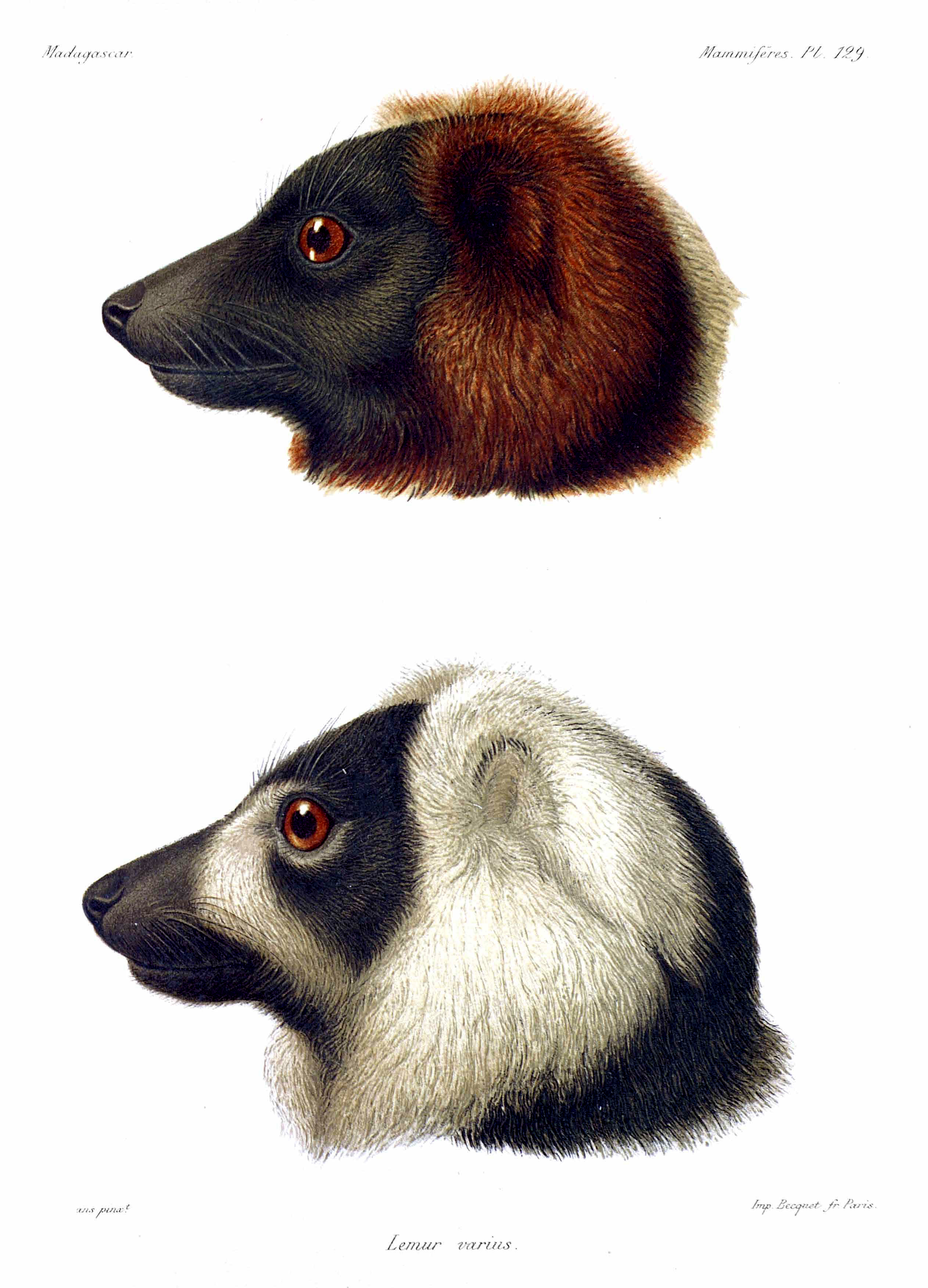
Vari's (Varecia, halfaap van Madagaskar), tekening uit het werk van Grandidier

Terug in Frankrijk, begon hij aan zijn grote werk, L'histoire politique, physique et naturelle de Madagascar, in samenwerking met andere geleerden zoals Alphonse Milne-Edwards en Léon Vaillant. Dit werk besloeg 40 banden, de laatste werden postuum uitgegeven door zijn zoon Guillaume Grandidier.
Alfred Grandidiers werk trok de aandacht van de koloniale Franse regering op Madagaskar die eind 1890 het hele eiland wilde annexeren.
Grandidier werd gekozen als lid van de (Franse) Académie des Sciences in 1885 en was van 1901-1905 voorzitter van de Société de géographie. 
- Bibsys: 98069756
- Bibliothèque nationale de France: cb12177654b (data)
- Author citation (botany): Grandid.
- CiNii: DA15839877
- Gemeinsame Normdatei: 116821795
- International Standard Name Identifier: 0000 0001 2138 7513
- Library of Congress Control Number: nr00032773
- Base Léonore: LH//1187/35
- Nationale bibliotheek van Australië: 35139674
- Nederlandse Thesaurus van Auteursnamen: 112139507
- Réseau des bibliothèques de Suisse occidentale: 02-A003314229
- LIBRIS: 56981
- Système universitaire de documentation: 030341019
- Trove: 839369
- Virtual International Authority File: 71433002
- WorldCat: E39PBJdgVbChcVgMYXkXMXrg8C